# Gaper

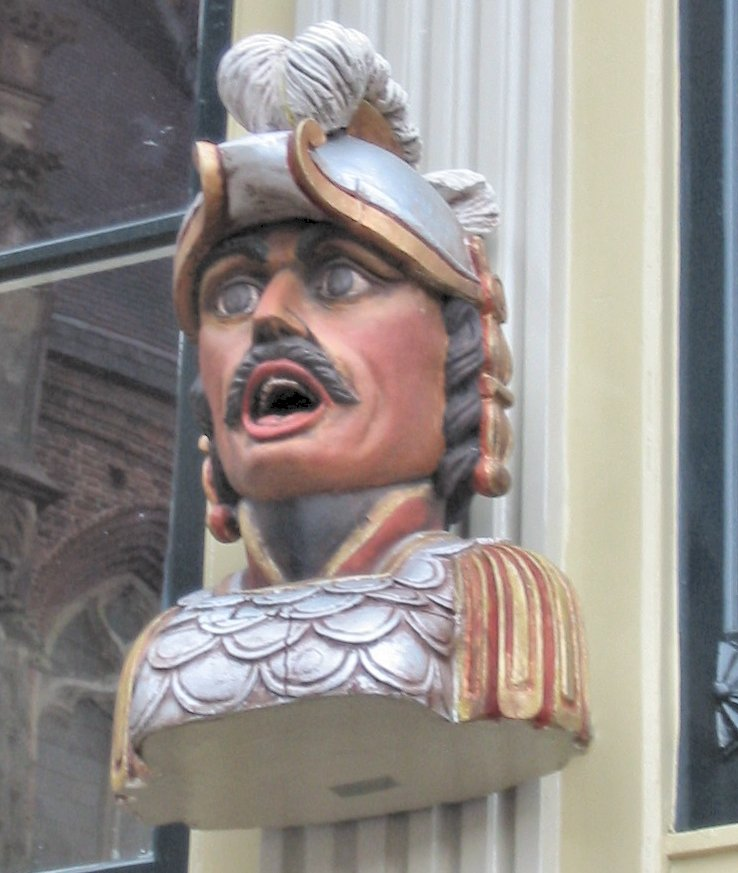
Gaper in Amersfoort

Een gaper is een beeld van het hoofd van een man, meestal van zuidelijke afkomst, een Moor of Muzelman, met open mond en vaak met uitgestoken tong. Gapers, echte volkskunstproducten, komen enkel in Nederland en Vlaanderen voor.

## Achtergrond
Romeinse badhuizen hadden in de oudheid de taak burgers te ontdoen van kwade geesten. Door zich te laten slaan en masseren konden de geesten uit de bloedbaan worden gemasseerd met kruiden en oliën. Dit was een pijnlijke gebeurtenis waarbij de huid flink rood werd. Om de geest daadwerkelijk het lichaam te laten verlaten schreeuwde men - ook van de pijn - deze geesten uit de mond.
Een gaper deed dienst als uithangbord van onder andere apothekers, om klanten te trekken, maar tevens als kwaliteitsaanduiding voor de winkel. Aanvankelijk werd dit uithangteken op de luifel gezet, maar vanaf de 17e eeuw steeds vaker aan de gevel bevestigd, met name in Amsterdam kwam dit veel voor. De mond van de gaper staat niet open om te gapen, maar om de kwade (zieke) geest het lichaam te laten verlaten en zo te helen van een ziekte.
Sommige gapers hebben een pil op de tong, alsof ze bezig zijn om een medicijn in te nemen. De grimas van veel gapers zou te verklaren zijn doordat het medicijn vies smaakt. De gaper is van oorsprong niet direct verbonden met de apotheek. De gaper had eerder dezelfde functie als de pas veel later geïntroduceerde huisnummers (later ook naambordjes) namelijk laten zien wie in een pand woonde/werkte. Zo zijn gapers beschreven op gevels van zeer diverse winkels en ateliers, niet noodzakelijke apothekers. Hoe de verbinding tussen gapers enerzijds en apothekers en drogisterijen anderzijds ontstaan is bestaat geen theorie die door voldoende bronnen ondersteund wordt.
In de 17e eeuw is er in de Lage Landen belangstelling voor de Turkse cultuur (turkomanie) en ook japonisme en chinoiserie hebben als inspiratiebron voor exotische gapers gediend.
De zuidelijke of exotische afkomst van de gaper staat symbool voor de herkomst van de ingrediënten van de medicijnen. Er werd met landen in Azië en Afrika veel handel gedreven door West-Europeanen, die daar allerlei tot dan toe onbekende specerijen ontdekten en mee naar huis namen. Daar werden de specerijen gedroogd en verkocht door een drogist. De exotische herkomst, waarvan de tulband getuigt, suggereert wellicht de werkzaamheid van de Oosterse geneeskunst.
Er zijn ook gapers in uniform, zoals brandweer, politie of soldaat. Deze kwamen in zwang in de tweede helft van de 19e eeuw, op het moment dat het gezag van de overheid op de verkoop van geneesmiddelen werd uitgebreid. Ook de gaper als Romein komt voor.
Enkele veel voorkomende vormen betreffen de zogenaamde muzelman, de moor en de zieke, meer zeldzaam zijn de nar, de gezagsdrager en de Romein. Ook zijn er enkele zogenaamde zonderlingen bekend. Dit zijn gapers die onder geen van de onderstaande soorten vallen te categoriseren. Zo is er bijvoorbeeld zover bekend maar één vrouwelijke gaper bewaard gebleven.

### Muzelman
De meeste gapers dragen een tulband, een grote snor of ringbaard en hebben een getinte huid. De muzelman is een negentiende-eeuwse, exotisch uitziende gaper. Mogelijk is dit type gaper geïnspireerd op de Turken. In die tijd produceerde Turkije opium, een belangrijke component voor geneesmiddelen.

### Moor
Aan de ‘muzelmannen’ verwant zijn de zogenaamde ‘Moren’: gapers met een tulband, gouden oorbellen en een nóg donkerder huid. De drogisterijen waarvan zij de gevel sierden, hadden soms namen als ‘De Moriaan’. Over de herkomst van ‘de moor’ bestaan verschillende theorieën.
Zo zou dit type gaper te danken kunnen zijn aan de ontmoetingen van de zeelieden van de Verenigde West-Indische Compagnie tijdens hun verre tochten. Maar de ‘moor’ kan ook simpelweg een variatie op het exotische thema ‘muzelman’ zijn.
Aan het eind van de negentiende eeuw was er grote belangstelling voor de zeventiende-eeuwse, vaak Bijbelse, voorstellingen waarop ook Moren werden afgebeeld. Ook deze opleving kan hebben geleid tot het ontstaan van de Moors-ogende gapers.

### Nar
De nar is een niet veel voorkomend type gaper. De herkomst zou te maken kunnen hebben met de rol van knechtje van de kwakzalver die de levende nar sinds de middeleeuwen zou hebben vervuld. De kwakzalver vertoonde op jaarmarkten zijn ‘medische kunsten’ en de nar zou daarvoor niet alleen reclame maken, maar ook de klanten ronselen. Daarnaast zou hij het publiek vermaken, zodat dit niet zag hoe de kwakzalver de menigte bedotte.

### Ziekte
Ze zijn ziek, zwak of misselijk óf ze hebben hoofdpijn of kiespijn; hun gezichtsuitdrukking suggereert een ziekte. De gapers lijken een voor de hand liggend boegbeeld voor een apotheek: de zieke gaper markeerde de plek waar zij die zich beroerd voelden terecht konden. Het uitsteken van de tong om een diagnose te laten stellen, soms zelfs met twee pillen erop, lijkt een logische combinatie met ‘ziek zijn’.

### Gezagsdrager
Een relatief weinig voorkomende gaper is de gezagsdrager. Zij dragen een uniform en een helm en beelden een politieagent, brandweerman of veldwachter uit. Er is geen eenduidige verklaring voor het uiterlijk van de gezagsdragers.

## Verzamelingen

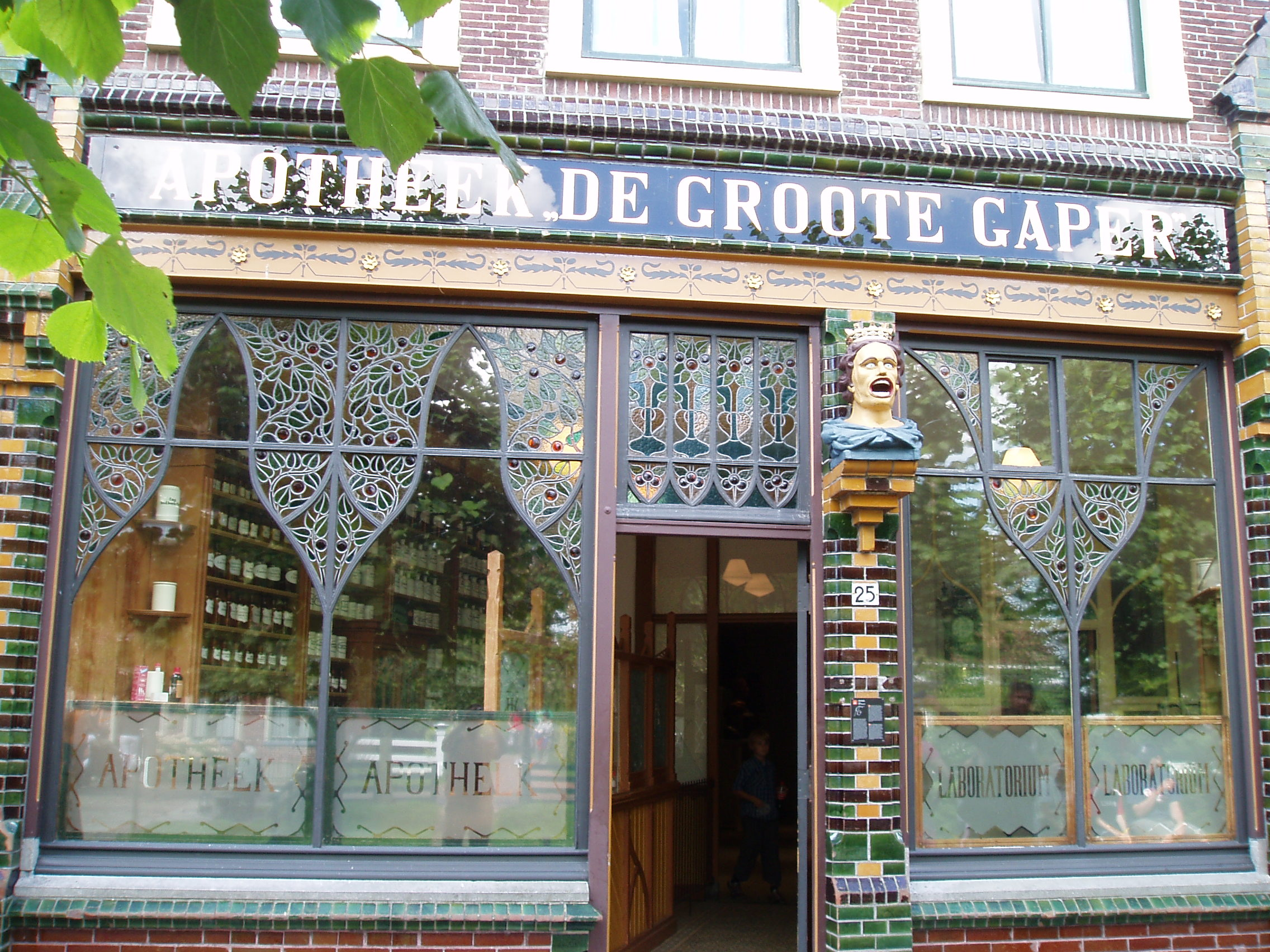
Apotheek De Groote Gaper, Zuiderzeemuseum

In het Nederlands Drogisterij Museum in Maarssen was een verzameling van 150 gapers te bezichtigen. Als blikvanger hing in het museum de grootste gaper ter wereld. Hij is ongeveer 2 meter hoog. Dit museum werd op 27 maart 2013 gesloten.
In de apotheek van het Zuiderzeemuseum staan 27 gapers opgesteld. Deze zijn in de jaren dertig van de twintigste eeuw verzameld door Anton van Os, indertijd eigenaar van Drogisterij Van der Pigge in Haarlem. De stichting Management voor Apothekers en de Gezondheidszorg heeft ze in bruikleen aan het museum beschikbaar gesteld.
Het Nationaal farmaceutisch museum in Gouda heeft zijn collectie onder andere gewijd aan gapers en andere apothekerssymbolen als de zaagtand, krokodil, esculaap, eenhoorn en het hertengewei. Er zijn in de Benelux ook oude apotheken als museum bewaard gebleven zoals de apotheek van de Abdij van Orval.

## Fotogalerij

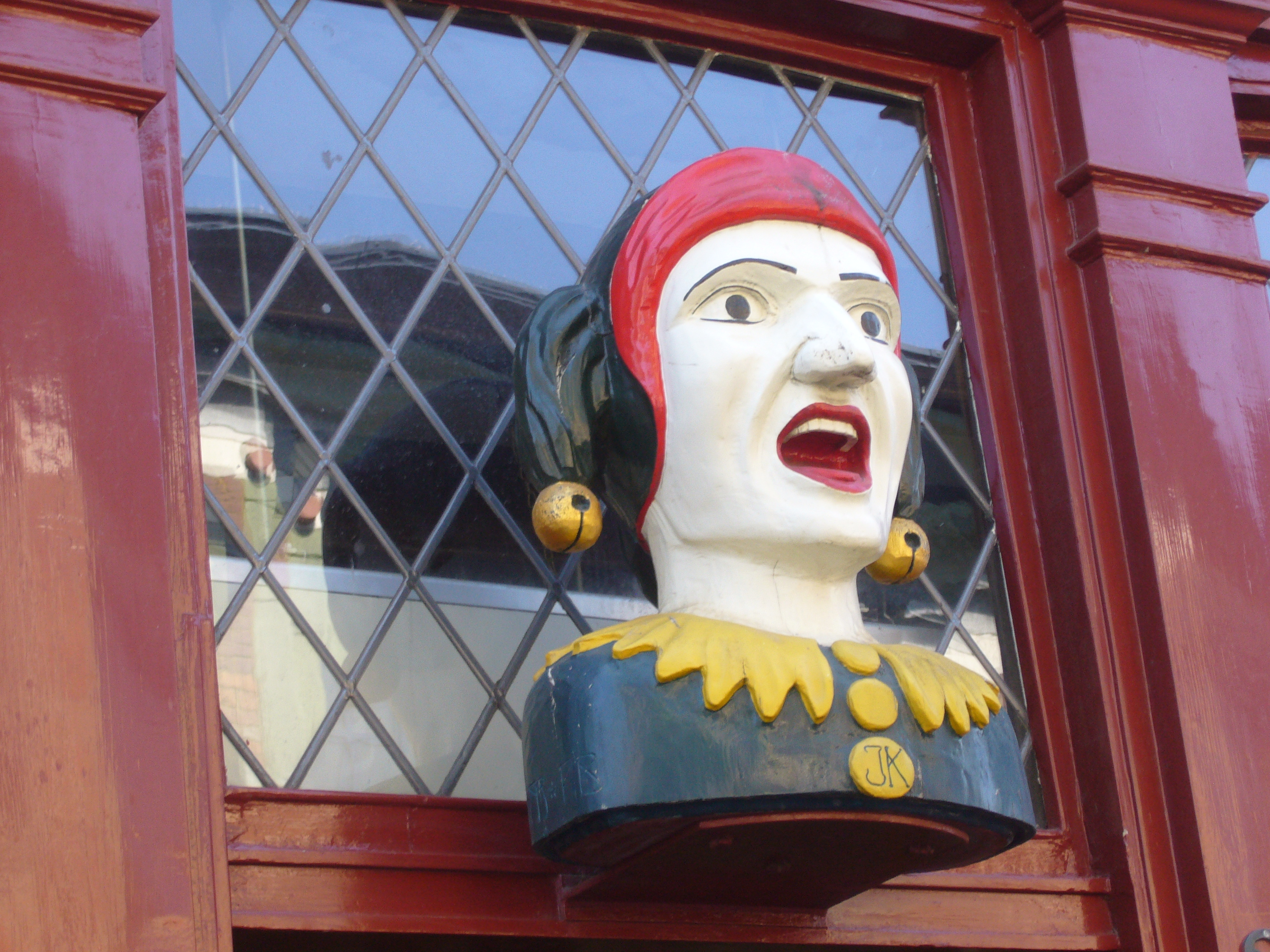
Dagelijkse Groenmarkt, Den Haag, 1796
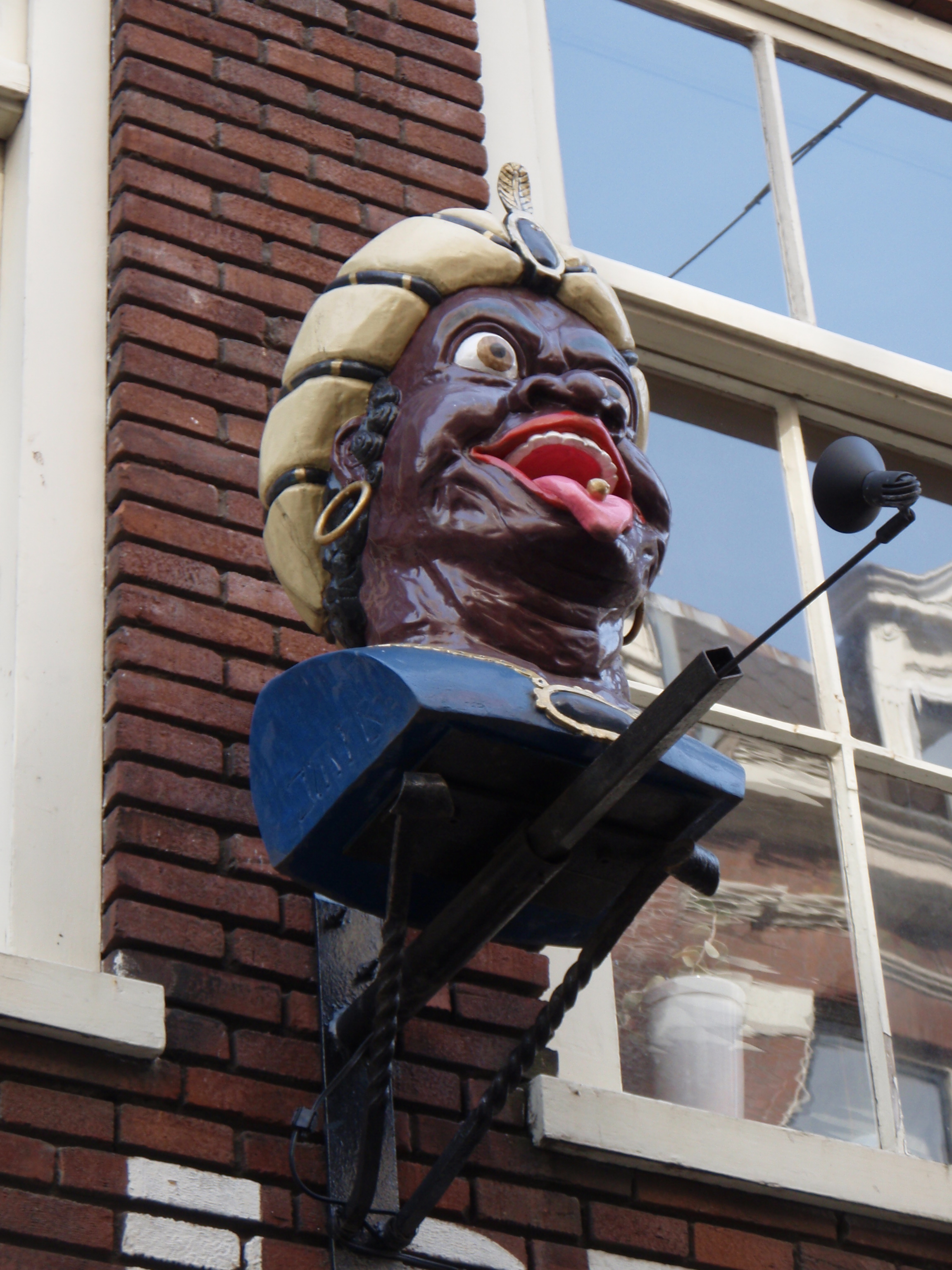
Herenstraat, Amsterdam
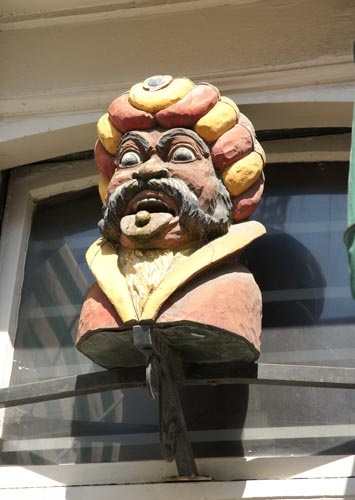
Lange Hezelstraat, Nijmegen
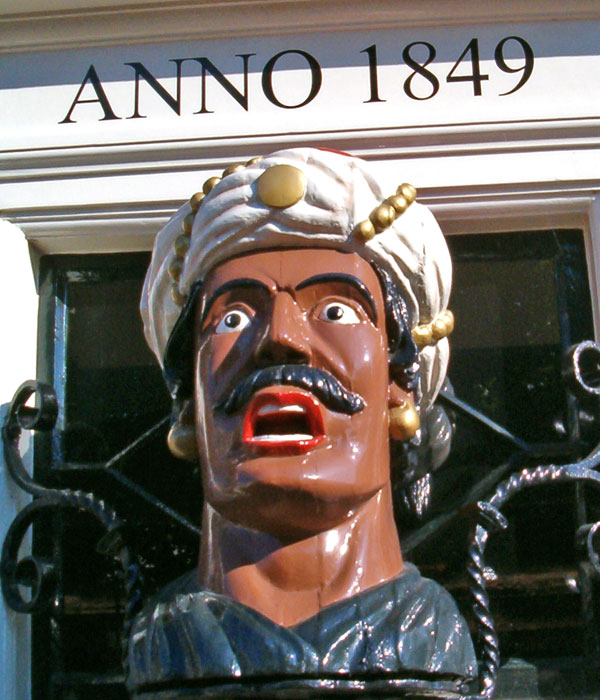
Van der Pigge, Haarlem
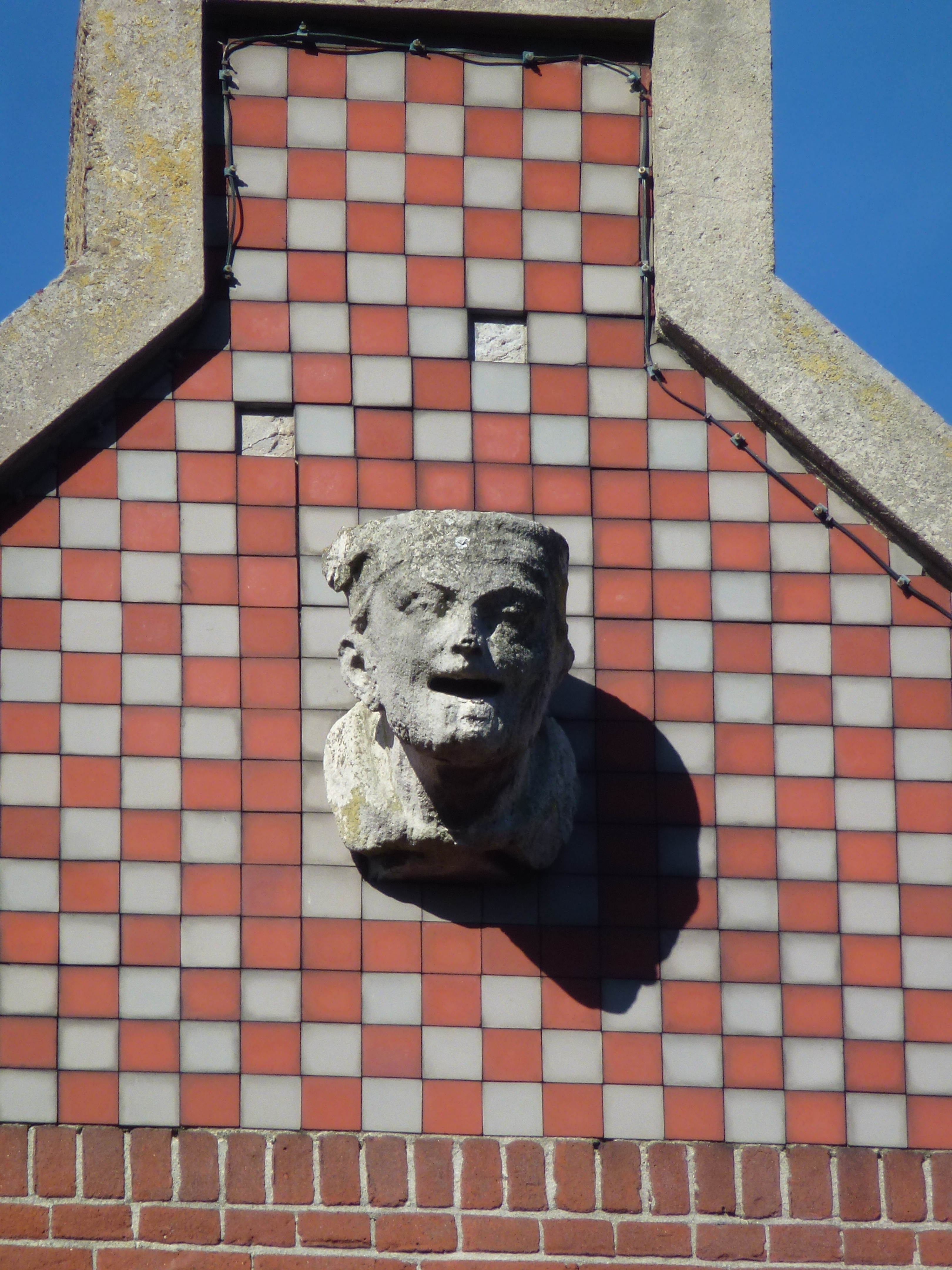
Rechtestaat, Eindhoven
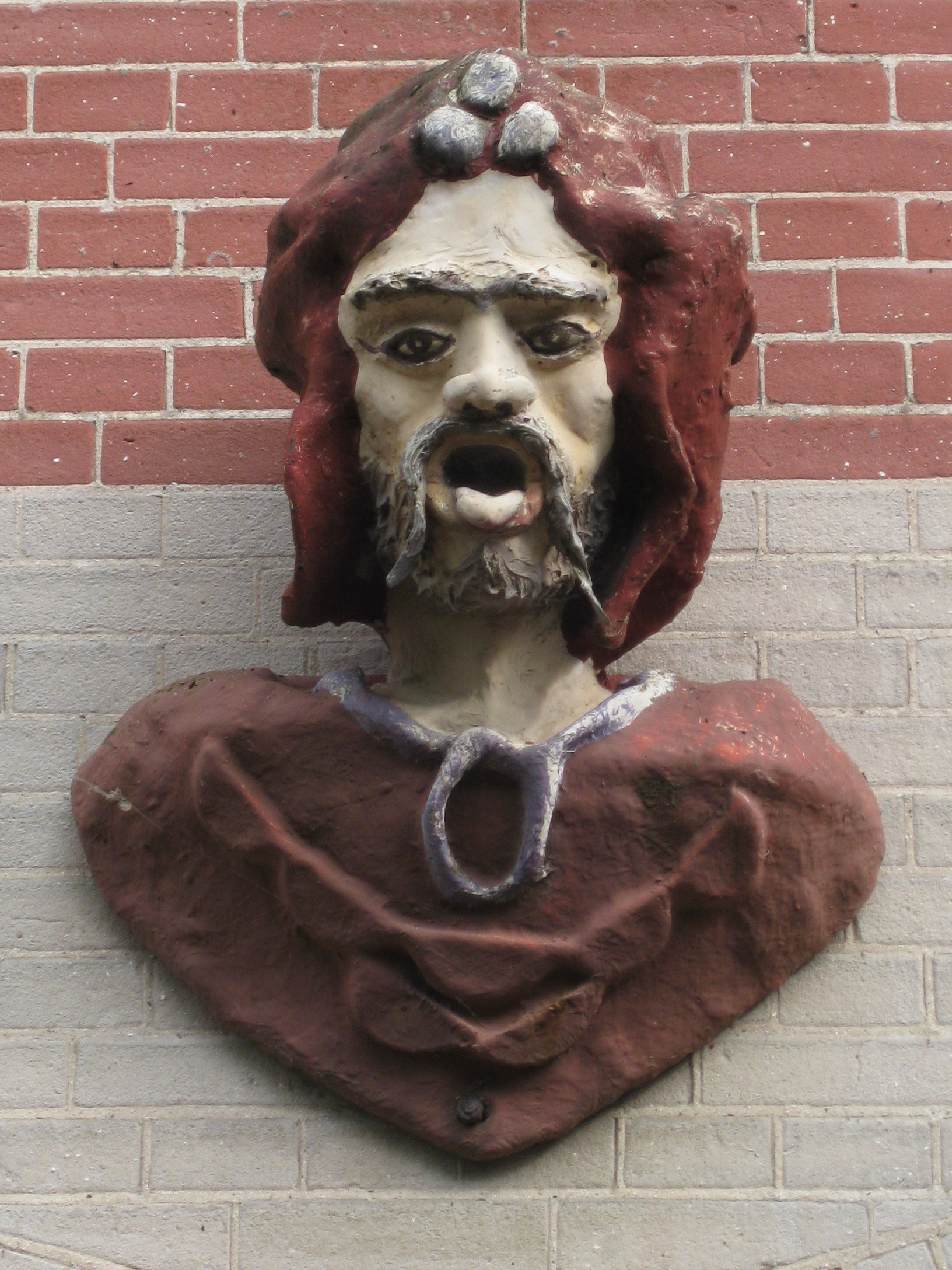
Dorpsstraat, Nieuwe Niedorp
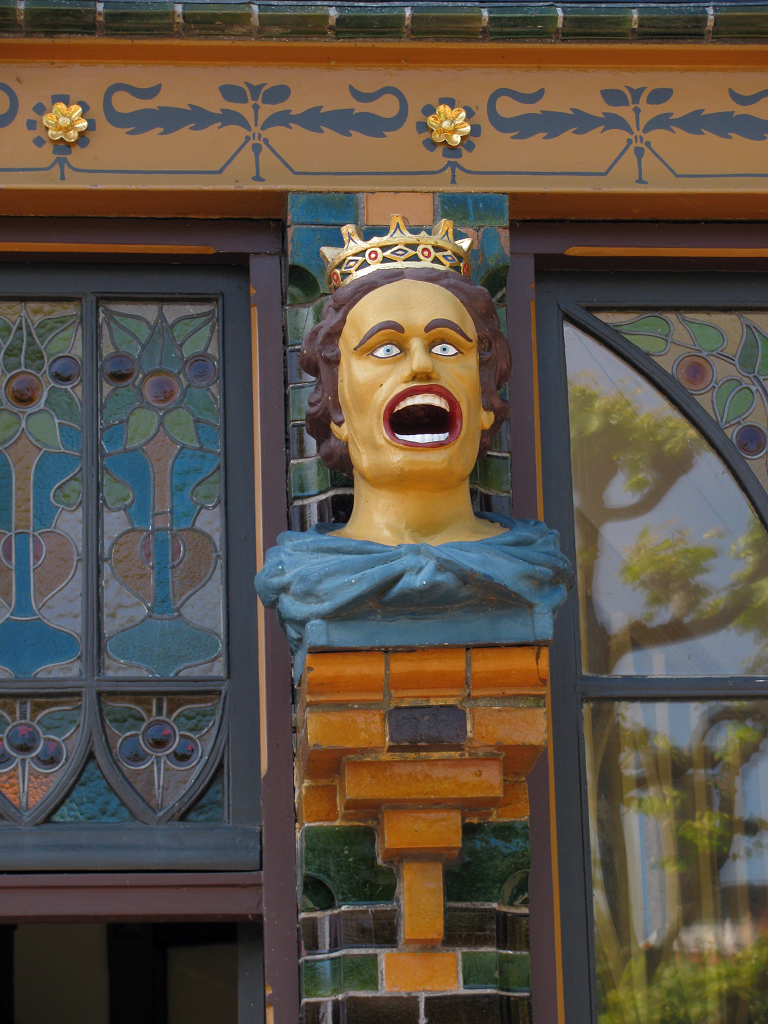
Apotheek, Zuiderzeemuseum
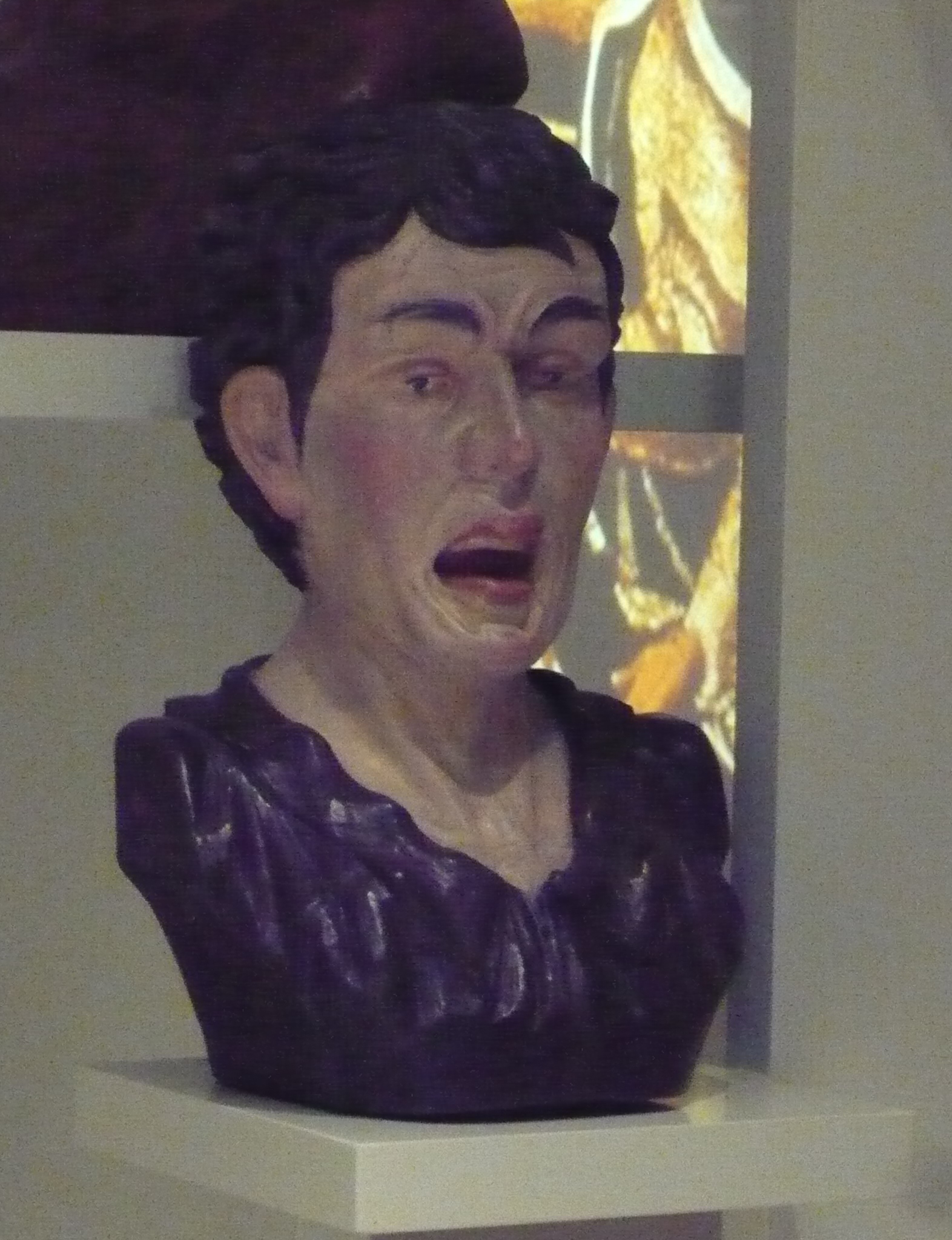
Apotheek, Zuiderzeemuseum
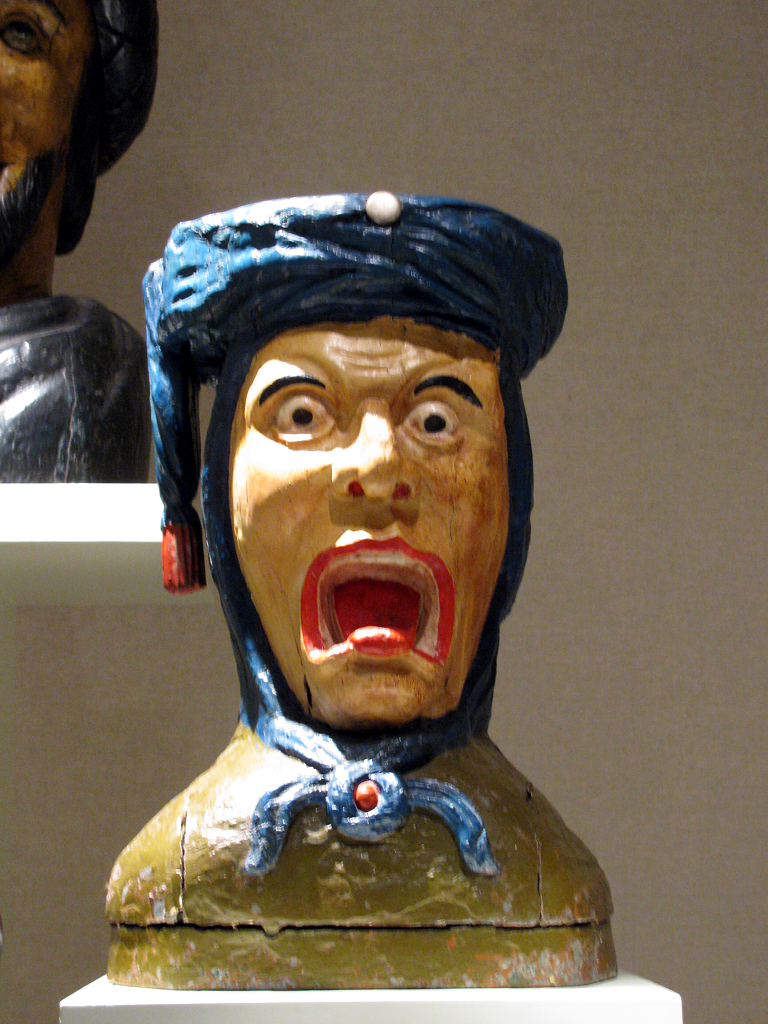
Apotheek, Zuiderzeemuseum
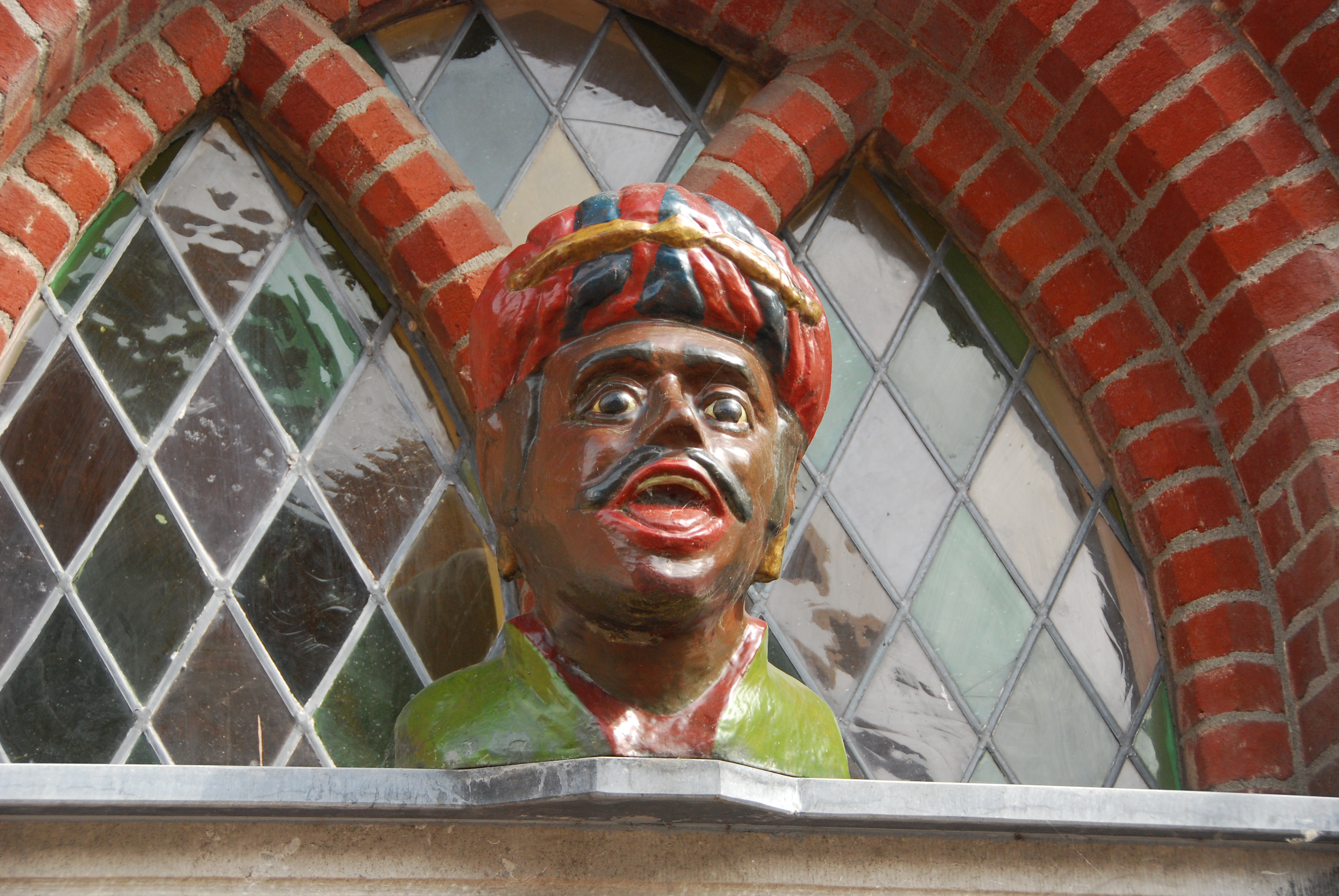
Botermarkt, Heusden